# 草莓之夜
《草莓之夜》是日本作家譽田哲也的警察推理小說。

## 登場人物

### 姬川班
姬川玲子
警視廳搜查一課殺人犯搜查十組主任，警部補。唯一的女性班長，率領「姬川班」。畢業於女子大學，雖非菁英組，卻破例快速晉升，27歲就成為警部補。在男性體系的警界，一路與偏見戰鬥至今。擁有敏銳的直覺，並經常成為破案的關鍵。
菊田和男
搜查十組姬川班的刑警，巡查部長。嚴謹誠實，沉默寡言。擅長各種武術。過著單身生活，家事也難不倒他。剛開始面對女性上司不知所措，但漸漸發現玲子不僅是優秀的刑警，更是個有魅力的人，而心生好感。興趣是打柏青哥。
大塚真二
巡查長。玲子的部下。最初發現網站「草莓之夜」的刑警。
石倉保
搜查十組姬川班的刑警，巡查部長。姬川班當中最資深的刑警，深受大家信賴。從基層苦幹上來，在警界人面很廣，在外也有自己的情報網與人脈。原本有點不爽年輕女性當上司，但之後發現玲子是優秀的刑警，便決心輔助她。
湯田康平
搜查十組姬川班的刑警，巡查長。今泉組長將他從地方警局調派進來，是姬川班最年輕的成員。個性開朗又率直，深受姬川班同事的疼愛。願意不辭勞苦，腳踏實地進行搜查。
葉山則之
搜查十組姬川班的刑警，巡查長。因為其痛苦的過去，高中畢業後加入了警隊，做事認真，沉默寡言。剛進入姬川班時有些不合群，後來也慢慢認同了玲子，接受了姬川班。

### 警視廳
勝俣健作
警部補。捜查一課殺人犯捜查五組（勝俣班）主任。玲子的死對頭。為了破案而採取一些違法手段，遊走法律邊緣。
今泉春男
警部。捜查一課十係長。
橋爪俊介
警視。
日下守
警部補。捜查一課殺人犯捜查十係（日下班）主任。
北見昇
警部補。
井岡博滿
巡查長。對玲子有好感。

### 其他
- 國奧定之助
- 深澤由香里
- 深澤康之
- 尾室
- 金原太一
- 滑川幸男
- 田代智彦
- 辰巳圭一
- 佐田倫子

## 出版書籍

### 小說
| 光文社        | 光文社                     | 光文社                                        | 譯林出版社    | 譯林出版社             | 圓神          | 圓神                   |
| 版本          | 發售日期                   | ISBN                                          | 發售日期      | ISBN                   | 發售日期      | ISBN                   |
| ------------- | -------------------------- | --------------------------------------------- | ------------- | ---------------------- | ------------- | ---------------------- |
| 單行本 文庫本 | 2006年2月25日 2008年9月9日 | ISBN 978-4-334-92486-7 ISBN 978-4-334-74471-7 | 2011年12月1日 | ISBN 978-7-5447-2393-0 | 2013年2月26日 | ISBN 978-986-133-444-8 |

### 漫畫
- 由堀口純男作畫，譽田哲也為原作。日文版分兩集發售。

| 實業之日本社 | 實業之日本社   | 實業之日本社           |
| 集數         | 發售日期       | ISBN                   |
| ------------ | -------------- | ---------------------- |
| 上           | 2011年12月27日 | ISBN 978-4-408-17359-7 |
| 下           | 2011年12月27日 | ISBN 978-4-408-17360-3 |

- 中文版分三集發售。

| 台灣東販 | 台灣東販      | 台灣東販           |
| 集數     | 發售日期      | ISBN               |
| -------- | ------------- | ------------------ |
| 1        | 2013年4月26日 | ISBN 9789863310235 |
| 2        | 2013年5月27日 | ISBN 9789863310549 |
| 3        | 2013年6月27日 | ISBN 9789863310556 |

- 誉田哲也（原作）・桑村千宏（作画）  
  - 『週刊Young Magazine』（講談社）連載中

## 影像作品
- 草莓之夜 (電視劇)
- 草莓之夜 (電影)